# Paul-Joachim Heinig

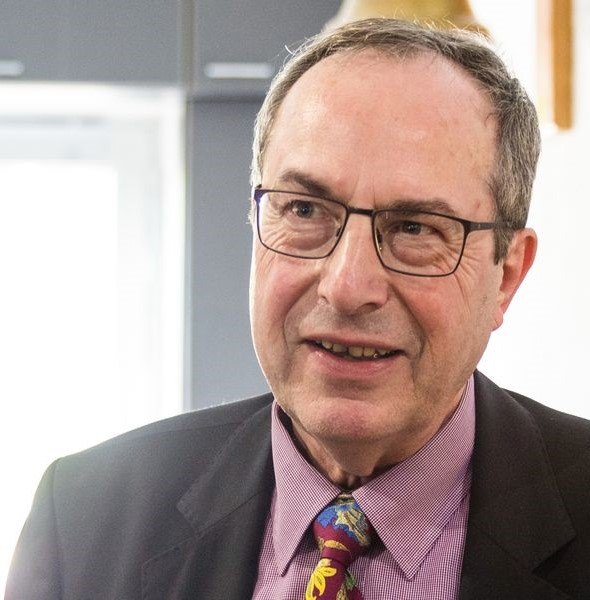
Paul-Joachim Heinig, aufgenommen von Ernst-Dieter Hehl (2015)

Paul-Joachim Heinig (* 3. Februar 1950 in Lüdenscheid) ist ein deutscher Historiker und Diplomatiker.
Paul-Joachim Heinig studierte an den Universitäten Münster und Gießen Geschichte, Germanistik, Philosophie und Publizistik. Im Jahr 1978 wurde er bei Peter Moraw in Gießen mit der Arbeit Reichsstädte und freie Städte und Königtum 1400–1450 promoviert. An der Universität Gießen wurde die Arbeit mit dem Preis für die beste Dissertation innerhalb der Sektion „Dr. phil und Dr. rer. soc.“ des akademischen Jahres 1978/79 ausgezeichnet. 1993 erfolgte mit einer von Moraw angeregten Arbeit über Friedrich III. die Habilitation in Gießen. Seit 1999 lehrte er als außerplanmäßiger Professor für Mittelalterliche Geschichte und Historische Hilfswissenschaften an der Universität Gießen. Heinig hatte Lehrstuhlvertretungen in Bielefeld und Frankfurt. Seit 2001 war er Sekretär und Geschäftsführer der „Deutschen Kommission für die Bearbeitung der Regesta Imperii e. V. bei der Akademie der Wissenschaften und der Literatur, Mainz“. Am 1. Januar 2015 trat er in den Ruhestand.
Heinigs Forschungsschwerpunkte sind die Verfassungs-, Rechts-, Wirtschafts- und Sozialgeschichte, die Kulturgeschichte des Mittelalters und der Frühen Neuzeit, die Kirchengeschichte, Landesgeschichte, Stadtgeschichte, die Geschichte von Königtum und Kaisertum, die Hilfswissenschaften. In seiner Dissertation untersuchte er für den Zeitraum zwischen den Städtekriegen von 1388/89 und 1449/50 die Bedeutung von vier Reichsstädten (Augsburg, Frankfurt, Nürnberg und Ulm) und vier „Freien Städten“ (Köln, Mainz, Regensburg und Straßburg).
Heinig zählt neben Heinrich Koller zu den führenden Experten für die Zeit Friedrichs III. In seiner dreibändigen und über 1300 Seiten umfassenden Habilitationsschrift analysierte Heinig ausgehend vom Hof das Herrschaftssystem Friedrichs III. Heinig konnte unter anderem zeigen, dass die regionale Wirksamkeit des Herrscherhofes am größten in den Regionen war, die auch als Rekrutierungslandschaft entscheidend waren. Unter maßgeblicher Mitarbeit Heinigs werden im Rahmen der Regesta Imperii die Regesten Friedrichs III. herausgegeben. Nach dem Tod der bisherigen Bearbeiter Jürgen Sydow († 1995) und Ronald Neumann († 2000) legte Heinig 2007 eine vollständige Bearbeitung des Bestandes A 602 der Regesten Kaiser Friedrichs III. vor. Der Band umfasst aus dem Landesarchiv Baden-Württemberg, Abteilung Hauptstaatsarchiv Stuttgart 232 Urkunden, die im Original überliefert sind, 144 in Kopie und 430 als Deperditum. Heinigs Forschungen führten zu einer besseren Kenntnis der lange vernachlässigten Periode der Regierungszeit des habsburgischen Herrschers bzw. des 15. Jahrhunderts.
Heinig verfasste für das Handbuch der Mainzer Kirchengeschichte einen umfassenden Artikel über die Mainzer Kirche im Spätmittelalter.

## Schriften (Auswahl)
Monographien
- Kaiser Friedrich III. (1440–1493). Hof, Regierung und Politik (= Forschungen zur Kaiser- und Papstgeschichte des Mittelalters. Bd. 17). 3 Bände. Böhlau, Köln u. a. 1997, ISBN 3-412-15595-0 (Zugleich: Gießen, Universität, Habilitations-Schrift, 1993).
- Reichsstädte, freie Städte und Königtum 1389–1450. Ein Beitrag zur deutschen Verfassungsgeschichte (= Veröffentlichungen des Instituts für Europäische Geschichte, Mainz. Bd. 108 = Beiträge zur Sozial- und Verfassungsgeschichte des Alten Reiches. Bd. 3). Steiner, Wiesbaden 1983, ISBN 3-515-03531-1 (Zugleich: Gießen, Universität, Dissertation, 1978 unter dem Titel: Reichsstädte und freie Städte und Königtum 1400–1450).

Herausgeberschaften
- Martin Wagendorfer, Franz Fuchs: König und Kanzlist, Kaiser und Papst. Friedrich III. und Enea Silvio Piccolomini in Wiener Neustadt (= Forschungen zur Kaiser- und Papstgeschichte des Mittelalters. Bd. 32). Böhlau, Wien u. a. 2013, ISBN 3-412-20962-7 (online).
- mit Franz Fuchs, Jörg Schwarz: König, Fürsten und Reich im 15. Jahrhundert (= Forschungen zur Kaiser- und Papstgeschichte des Mittelalters. Bd. 29). Böhlau, Köln u. a. 2010, ISBN 3-205-99431-0.